# Bertold Lasker
Pour les articles homonymes, voir Lasker.
Jonathan Bertold (aussi orthographié Berthold) Lasker (né le 31 décembre 1860 à Berlinchen, Neumark, mort le 19 octobre 1928 à Berlin) est un joueur d´échecs, médecin et écrivain allemand. Il se maria en premières noces à la poète Else Lasker-Schüler, et était le frère du champion du monde d´échecs Emanuel Lasker.

## Biographie
Bertold Lasker était le fils d’un cantor juif, et le neveu d’un rabbin prestigieux. Il fréquenta le lycée de Friedrichswerder (Friedrichswerdersches Gymnasium) à Berlin, et obtint son abitur en 1879.
De 1881 à 1888, il étudia la médecine à l’université Humboldt de Berlin. Il exerça de manière provisoire en tant que médecin durant un an à Elberfeld où il fit la connaissance de sa future épouse Else Lasker-Schüler. Après leur mariage en 1894, le couple vécut à Berlin, où Lasker s’installa en tant que dermatologue et spécialiste des maladies des jambes.
Ce mariage avec la célèbre poète fut malheureux : en 1899, le couple eut un fils, dont Else Lasker-Schüler contesta la paternité à Bertold Lasker devant les tribunaux, ce que le tribunal d’instance jugea recevable. Else Lasker-Schüler accusa son mari d’être l’auteur de violences conjugales, et le couple divorça en 1903.
Bertold Lasker se rendit au début du siècle aux États-Unis pour un séjour de longue durée, où il tenta en vain d’ouvrir un second cabinet à New York.
Par la suite, Lasker vécut à Berlin. Il mourut en 1928, seulement quelques mois après la mort de sa deuxième femme Regina

## Tournois d´échecs
Dans les années 1880, Berthold Lasker comptait parmi les meilleurs joueurs d´échecs de Berlin et de toute l´Allemagne, aux côtés de Curt von Bardeleben, Siegbert Tarrasch, Fritz Riemann, Emil Schallopp, Max Harmonist et Theodor von Scheve. Siegbert Tarrasch dit de Berthold Lasker qu´il était un « joueur génial, dont la force a malheureusement rarement été reconnue à sa juste valeur dans les tournois, à cause de sa nervosité ».
Berthold Lasker participa a une série de tournois à Berlin :
- en 1881 (Hauptturnier 4 du congrès allemand d'échecs), il gagna sa partie face à Tarrasch ;
- en 1883, il finit 1er-4e du tournoi du Café Royal de Berlin ;
- en 1887, il fut 5e-6e avec 4,5 points sur 8 ;
- en 1890 il partagea avec son frère Emanuel Lasker la première place du tournoi nommé Turnier der Vereinigung Deutscher Schachmeister, devant Horatio Caro et Theodor von Scheve[7].
- En 1891, il obtient une seconde place après Horatio Caro.

Lors de son séjour aux États-Unis, Bertold Lasker gagna le tournoi de l´État de New York en 1902.

## Bertold et Emanuel Lasker

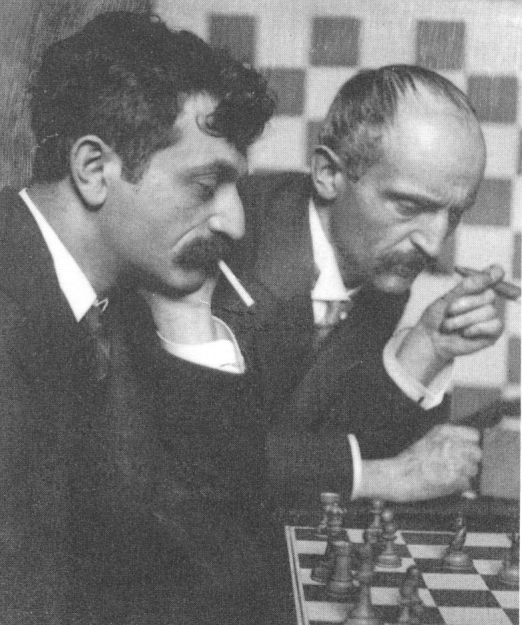
Frank Eugene (1908) : Bertold (à droite) et Emanuel Lasker en train d´analyser une partie d´échecs.

### Échecs
Bertold Lasker a été initié aux échecs et introduit dans les tournois par son frère Emanuel Lasker, de huit ans son cadet, qui vivait chez lui à Berlin dans les années 1880.
Emanuel Lasker fut en effet champion du monde d´échecs de 1894 à 1921.

### Linguistique et théâtre
Bertold Lasker s´intéressait beaucoup aux domaines de la philosophie, de l´art et de la linguistique comparée, et il possédait de grandes connaissances sur ces sujets.
Il écrivit en 1925 une pièce de théâtre Des hommes de l´Histoire (titre original : Vom Menschen die Geschichte) avec son frère Emanuel. La pièce ne fut jamais jouée, mais elle fut décrite comme une « pièce profondément morale et pensive »